# Шаповал Василь Кіндратович
Василь Кіндратович Шаповал (1 січня 1925 — 13 березня 1973) — радянський військовослужбовець, учасник Великої Вітчизняної війни, Герой Радянського Союзу, стрілець 465-го стрілецького полку 167-ї Сумсько-Київської двічі Червонопрапорної стрілецької дивізії 38-ї армії 1-го Українського фронту, червоноармієць.

## Біографія
Народився 1 січня 1925 року в селі Комишанка нині Недригайлівського району Сумської області в сім'ї селянина. Українець. В 1937 році закінчив 4 класи початкової школи. Працював у колгоспі.
Наприкінці серпня 1943 року разом з іншими односельцями був вивезений фашистами в Німеччину. На станції Бахмач Чернігівської області юнаки втік з ешелону, перейшли лінію фронту і влилися в ряди Червоної Армії.
Учасник Великої Вітчизняної війни з вересня 1943 року. Воював на Воронезькому і 1-му Українському фронтах. Був поранений.
Стрілець 465-го стрілецького полку комсомолець червоноармієць Василь Шаповал після форсування Дніпра в районі села Вишгород брав участь у боях за утримання і розширення плацдарму. Особливо відзначився у боях за Київ з 3 по 5 листопада 1943 року.
Указом Президії Верховної Ради СРСР від 10 січня 1944 року за мужність і відвагу, проявлені в боях за захоплення і утримання плацдарму на правому березі Дніпра, червоноармійцеві Шаповалу Василю Кондратовичу присвоєно звання Героя Радянського Союзу з врученням ордена Леніна і медалі «Золота Зірка».
У 1944 році закінчив курси молодших лейтенантів. З 1946 року лейтенант В. К. Шаповал — в запасі. Жив і працював на батьківщині. Помер 13 березня 1979 року.
Нагороджений орденом Леніна, медалями.
У селищі міського типу Недригайлів Сумської області на Алеї Героїв встановлена пам'ятна дошка В. К. Шаповала.